# Sangiang (Maja)
Sangiang is een bestuurslaag in het regentschap Lebak van de provincie Banten, Indonesië. Sangiang telt 3676 inwoners (volkstelling 2010).